# Виардо, Луи
Луи Виардо (фр. Louis Viardot; 31 июля 1800, Дижон — 5 мая 1883, Париж) — французский писатель, искусствовед, критик искусств, театральный деятель. Переводчик, во многом способствовавший развитию русской литературы во Франции.

## Биография
После окончания школы прав в Париже, с 1823 года работал сотрудником некоторых либеральных газет. В 1838 году после пожара Итальянского театра в Париже (Salle Favare), Виардо стал директором этого театра вместе с Робером.
В 1840 году женился на знаменитой певице Полине Гарсия. Отказавшись год спустя от руководства театром, Л. Виардо сопровождал свою жену в её артистических путешествиях. Посетив все столицы Европы, он изучал музеи и картинные галереи Италии, Испании, Англии, Бельгии, Германии и России.
В 1841 году основал вместе с Пьером Леру и Жорж Санд социалистическую газету «La Revue Indépendante», которая просуществовала недолго.
С 1874 года Луи Виардо тяжело болел, был парализован в результате инсульта и уже не выходил из дома.

## Творчество
Из его сочинений обращают на себя внимание:
- «Lettres d’un Espagnol» (1831);
- «Essays sur l’histoire des arabes et des maures d’Espagne» (1832);
- «Études sur l’histoire des institutions et de la littérature en Espagne»,
- «Apologie d’un incrédule» (1839) и др.

Автор многих замечательных трудов по искусству. Из них особенного внимания заслуживают:
- «Notices sur les principaux peintres d’Espagne» (1857), сочинение, служащее текстом к собранию гравюр галереи Aguado,
- «Des origines traditionelles de la peinture moderne en Italie» (1840);
- «Merveilles de la peinture» (1870).

Особенного внимания заслуживает большой его труд «Музеи Европы» («Musées d’Europe») (1860) в пяти томах, в котором Виардо соединил сочинения, прежде им написанные и изданные:
- «Музеи Италии» («Musées d’Italie»),
- «Музеи Испании» («Musées d’Espagne»),
- «Музеи Англии, Бельгии, Голландии и России» («Musées d’Angleterre, de Belgique, de Hollande et de Russie»),
- «Музеи Германии» («Musées d’Allemagne»),
- «Музеи Франции» («Musées de France»).

Это монументальное сочинение написано живо и талантливо, с большим знанием дела; из него легко можно извлечь полную систематическую историю пластических искусств. Описывая галереи и музеи, Л. Виардо выбирает произведения наиболее замечательные, классифицирует их, обсуждает их сравнительное достоинство, затем переходит к самому художнику, характеризует его, указывает на его манеру, на его качества и на его недостатки. Строго беспристрастный, автор выдвигает вперед некоторые произведения, прежде мало замечаемые, и указывает на посредственность других, получивших популярность и пользовавшихся незаслуженной славой. К сожалению, его описания слишком кратки и неполны, он дает слишком много места своим личным мнениям и к тому же по временам повторяется. В той части, где он описывает французский музей, он уделил внимание одному лишь Парижу, совершенно не упоминая о провинциальных французских музеях, богатых замечательными сокровищами. Впрочем, независимость мнений Л. Виардо без претензии на непогрешимость имеет и хорошую сторону; он придерживается правила Жан-Жака Руссо: «я не учу, я только излагаю»; к этому он прибавляет: «никто не имеет права в деле искусства считать себя авторитетом; можно лишь иметь более или менее определенное мнение».
Работая в музеях, Л. Виардо много переводил, в особенности, с испанского (его перевод «Дон Кихота» считается во Франции «классическим») и впоследствии с русского языка.
Кроме многочисленных переводов с итальянского, много переводил с русского с помощью И. С. Тургенева. Он первым перевел на французский «Тараса Бульбу» и другие произведения Гоголя, многие рассказы Тургенева; «Капитанскую дочку» и драматические произведения Пушкина.

## Семья
Знакомство Луи и Полины состоялось благодаря Жорж Санд.
16 апреля 1840 года в Париже они поженились, а спустя два месяца Полина Виардо писала Жорж Санд из Рима: «Как вы мне и обещали, я нашла в Луи возвышенный ум, глубокую душу и благородный характер… Прекрасные качества для мужа, но достаточно ли этого?» Много лет спустя певица признавалась своему другу Рицу, что её сердце «немного устало от изъявлений любви, разделить которую она не может».
Муж был полной противоположностью темпераментной Полине. Едва ли этот брак можно было назвать счастливым. Луи любил жену и относился с уважением к её личности, не докучая ревностью. Но даже расположенная к нему Жорж Санд находила его «унылым, как ночной колпак», и записала в дневнике, что Полина любила мужа «без гроз и без страсти».
В браке с Полиной Виардо-Гарсиа родились дочери Луиза-Полина (1841), Клоди (1852), Марианна (1854), в 1857 году — сын Поль (Согласно некоторым сообщениям (твёрдым сторонником этой версии был, в частности, Евгений Семёнов), отцом Поля был Иван Сергеевич Тургенев).

## Тургенев и Виардо
В начале 1840-х годов в Санкт-Петербурге возникла идея создать постоянный итальянский театр, был подписан контракт с Полиной Виардо, хотя в северной столице её почти не знали. Однако уже первое её выступление в роли Розины в «Севильском цирюльнике» потрясло русских меломанов. Рукоплесканиям и вызовам не было конца. Среди восторженной публики находился и 25-летний Иван Тургенев.
Осенью 1843 года во время гастролей в Санкт-Петербурге семья Виардо познакомилась с И. С. Тургеневым. Когда гастроли певицы закончились, Тургенев вместе с семейством Виардо уехал в Париж.
В начале 1860-х годов семья Виардо поселилась в Баден-Бадене, а с ними и Тургенев («Villa Tourgueneff»). Благодаря семейству Виардо и Ивану Тургеневу их вилла стала интереснейшим музыкально-артистическим центром. Война 1870 года вынудила семью Виардо покинуть Германию и переселиться в Париж, куда переехал и писатель.
Любовь Тургенева к Полине Виардо, привела к тому, что он 20 лет жил с супругами Виардо в одном доме, «на краю чужого гнезда», как говорил он сам.
Истинный характер отношений Полины Виардо и Тургенева до сих пор является предметом дискуссий. Существует мнение, что после того, как Луи Виардо был парализован в результате инсульта, Полина и Тургенев фактически вступили в супружеские отношения. Луи Виардо был старше Полины на двадцать лет, он умер в один год с И. С. Тургеневым.